# Darbandikhan
Darbandikhan (en kurde Derbendîxan ; en arabe : دربندخان) est une ville située dans la province d'As-Sulaymaniya, dans le nord-est de l'Irak. Elle est peuplée majoritairement de Kurdes.

## Géographie
La ville de Darbandikhan est située dans le district de Darbandokeh (en), dans le Kurdistan irakien, à environ 65 km au sud-est de Souleimaniye, et à environ 270 km au nord-est de Bagdad.
La frontière irako-iranienne se trouve à quelques kilomètres.

## Climat
Darbandikhan bénéficie d'un climat tempéré chaud (classification de Köppen Csa). La température moyenne annuelle est de 19,6 °C. La moyenne des précipitations annuelles est de 633 mm. L'hiver se caractérise par des précipitations bien plus importantes qu'en été.

## Histoire
Lors de la guerre Iran-Irak (1984–1988), des combats se déroulèrent à proximité de Darbandikhan pour le contrôle du barrage,.